# Akmaral Nauatbek
Akmaral Nauatbek (8 gennaio 1999) è una judoka kazaka.

## Palmares
- Giochi paralimpici

Parigi 2024: argento nei 48 kg.
- Campionati asiatico-pacifici di judo

Fujairah 2019: argento nei 48 kg.